# ألتا روكفلر برنتيس
ألتا روكفلر برنتيس (بالإنجليزية: Alta Rockefeller Prentice)‏ هي نجمة اجتماعية أمريكية، ولدت في 12 أبريل 1871 في كليفلاند في الولايات المتحدة، وتوفيت في 21 يونيو 1962.